# 張贊 (成化進士)
張贊（1459年—？），字希臯，錦衣衛鎮撫司軍籍，直隸蘇州府吳縣人，明朝政治人物。

## 生平
成化十九年（1483年）癸卯科順天鄉試第一名舉人。成化二十三年（1487年）中式丁未科會試第七十名，二甲第二十九名進士。歷官南京刑部员外郎，弘治九年（1496年）十月升山西按察司佥事。

## 家族
曾祖張以勗，冠帶官；祖父張德崇，贈刑部員外郎；父張玘，按察使。母李氏（贈宜人）；繼母梁氏（封宜人）。具庆下。